# Prionococcus americanus
Prionococcus americanus är en insektsart som beskrevs av Williams, Hodgson och Danzig 2002. Prionococcus americanus ingår i släktet Prionococcus och familjen skålsköldlöss. Inga underarter finns listade i Catalogue of Life.